# Porto da Carne
Porto da Carne es una freguesia portuguesa del concelho de Guarda, con 1,68 km² de superficie y 398 habitantes (2001). Su densidad de población es de 236,9 hab/km².